# Synarmadillo aelleni
Synarmadillo aelleni är en kräftdjursart som beskrevs av Helmut Schmalfuss och Franco Ferrara 1983. Synarmadillo aelleni ingår i släktet Synarmadillo och familjen Armadillidae. Inga underarter finns listade i Catalogue of Life.